# Escherichia-Virus T3
Teetrevirus T3 (informell Escherichia-Virus T3, englisch Escherichia virus T3) ist eine Virus-Spezies der Gattung Teetrevirus in der Familie Autographiviridae (Unterfamilie Studiervirinae). Die Spezies beinhaltet das Bakterienvirus Enterobacteria-Phage T3, engl. Enterobacteria phage T3 (Genbank KC960671).
Von dieser Art als Schwesterspezies abgetrennt hat das ICTV Teetrevirus T3Luria, informell Escherichia-Virus T3Luria, engl. Escherichia virus T3Luria, mit dem Bakteriophagen T3 [Luria], engl. Bacteriopgae T3 strain Luria (Genbank AJ318471).
Viren dieser beiden Arten sind in der Lage, anfällige Bakterienzellen der Enterobakterien zu infizieren, einschließlich Stämme von Escherichia coli. Die beiden Spezies werden daher unter den Bakteriophagen, speziell als Coliphagen, klassifiziert.

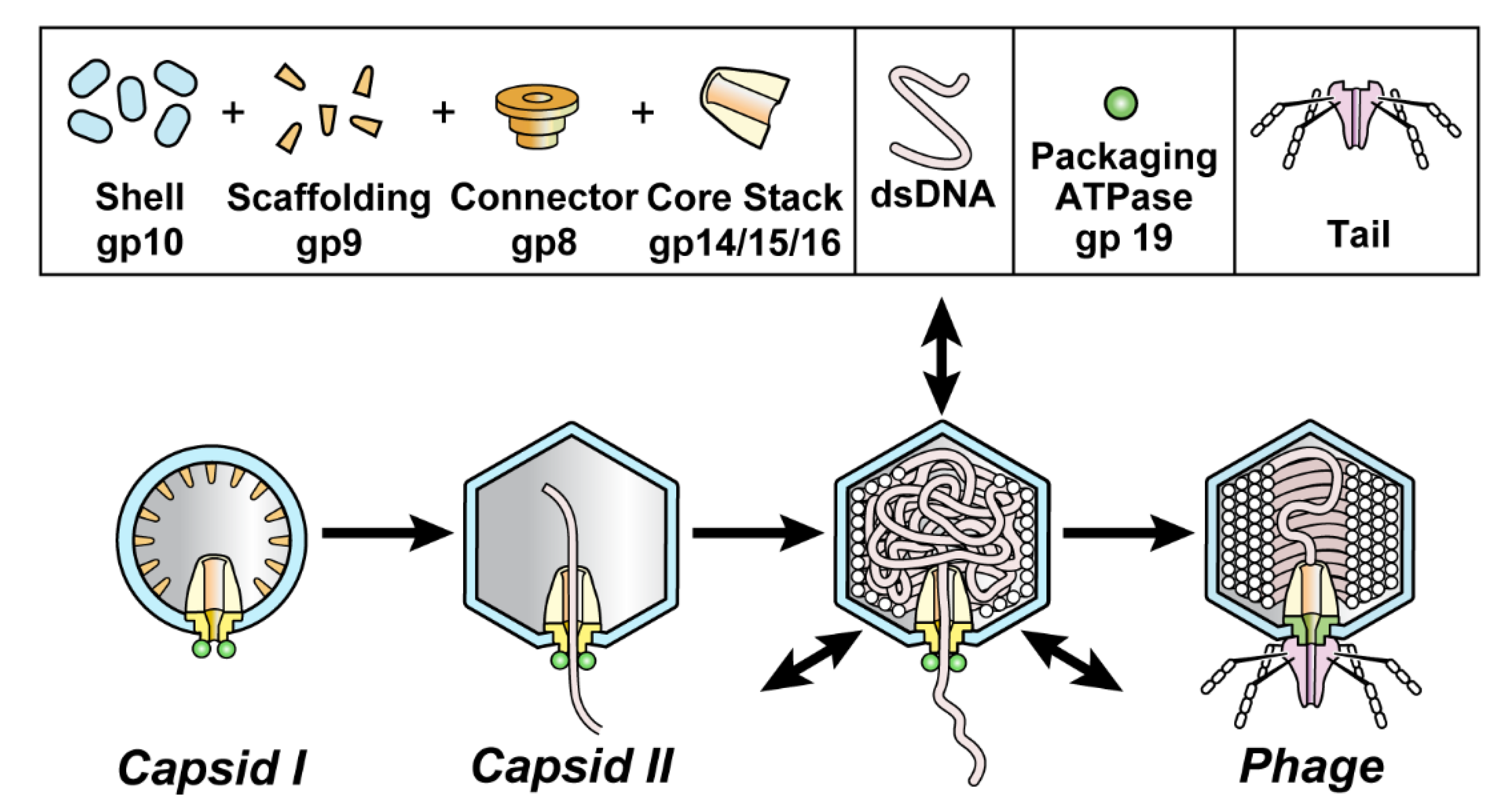
Aufbau und Assemblierung (Zusammenbau) von Virionen bei den Phagen T3 (inkl. T3 Luria) und T7 aus der Unterfamilie Studiervirinae (Familie Autographiviridae). Capsid I = Prokapsid, Capsid II = reife Kapsidform, die mit DNA befüllt wird.

Der Phagen T3 ist (genauso wie T3 Luria) in seiner Struktur eng mit dem Escherichia-Virus T7 (T7-Phage, Spezies Teseptimavirus T7 aus derselben Unterfamilie) verwandt,
obwohl sich die beiden Viren in der Kapsidreifung unterscheiden können. Details, insbesondere zu den beobachteten larger-than-phage black particles (LBPs), finden sich bei Serwer et al. (2020).